# St. Ulrich (Dinkelsbühl)

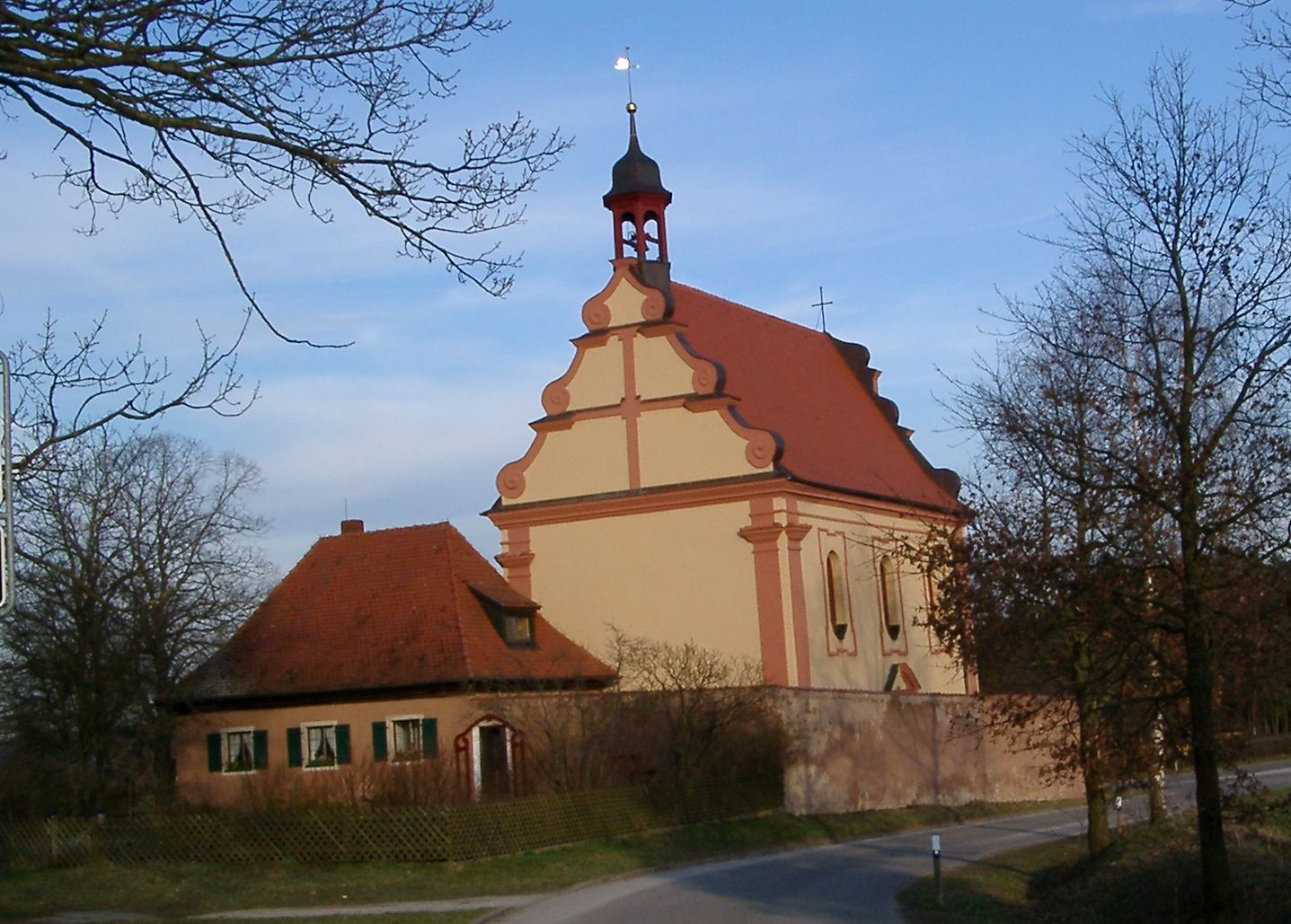
St. Ulrich (Dinkelsbühl)

Die römisch-katholische, denkmalgeschützte Wallfahrtskirche St. Ulrich befindet sich in Sankt Ulrich, einem Gemeindeteil der Großen Kreisstadt Dinkelsbühl im Landkreis Ansbach (Mittelfranken, Bayern). Das Bauwerk ist unter der Denkmalnummer D-5-71-136-693 als Baudenkmal in der Bayerischen Denkmalliste eingetragen. Die Kirche gehört zum Dekanat Nördlingen des Bistums Augsburg.
Kirchenpatron ist Ulrich von Augsburg.

## Beschreibung
Die Grundsteinlegung der Saalkirche war 1700, die Konsekration 1729. Sie besteht aus einem Langhaus und einem eingezogenen, halbrund geschlossenen Chor. Aus dem Satteldach des Langhauses erhebt sich ein mit einer Glockenhaube bedeckter Dachreiter, der die Kirchenglocke beherbergt. Die Wände sind mit toskanischen Pilastern gegliedert, die Schmalseiten des Langhauses mit dreigeschossigen Volutengiebeln.
Der Innenraum des Langhauses ist mit einer Flachdecke überspannt, der des Chors mit einem Gewölbe. Die Kirchenausstattung, wie die Altäre aus Stuckmarmor, stammt aus der Bauzeit.

## Altäre
In der Kapelle befinden sich neben dem Hauptaltar zwei Seitenaltäre. Stuckmarmoraufbauten flankieren die Altarblätter. Dort ist auf dem Hauptaltar das „Fischwunder“ des Augsburger Bistumspatrons Ulrich zu sehen, darüber in einem geschweiften Auszug das Kreuz des Deutschen Ordens. Die beiden anderen Altarblätter zeigen die hl. Apollonia von Alexandria und den hl. Patrick von Irland.